# Arthurdendyus triangulatus
Espèce
Arthurdendyus triangulatus est une espèce de vers plats, les Plathelminthes, de la famille des Geoplanidae, originaire de Nouvelle-Zélande. De grande taille, il mesure 5 mm de long à la sortie de l'œuf et 170 mm une fois mature. L'adulte a le dos brun foncé et le ventre pâle, le juvénile étant plus clair. Le parent porte ses œufs sur son dos dans une capsule de la taille d'un petit pois. Espèce invasive en Europe, il pose un problème en se nourrissant de vers de terre qui n'ont pas le comportement d'évitement qu'ont développé leurs cousins de Nouvelle-Zélande.

## Description

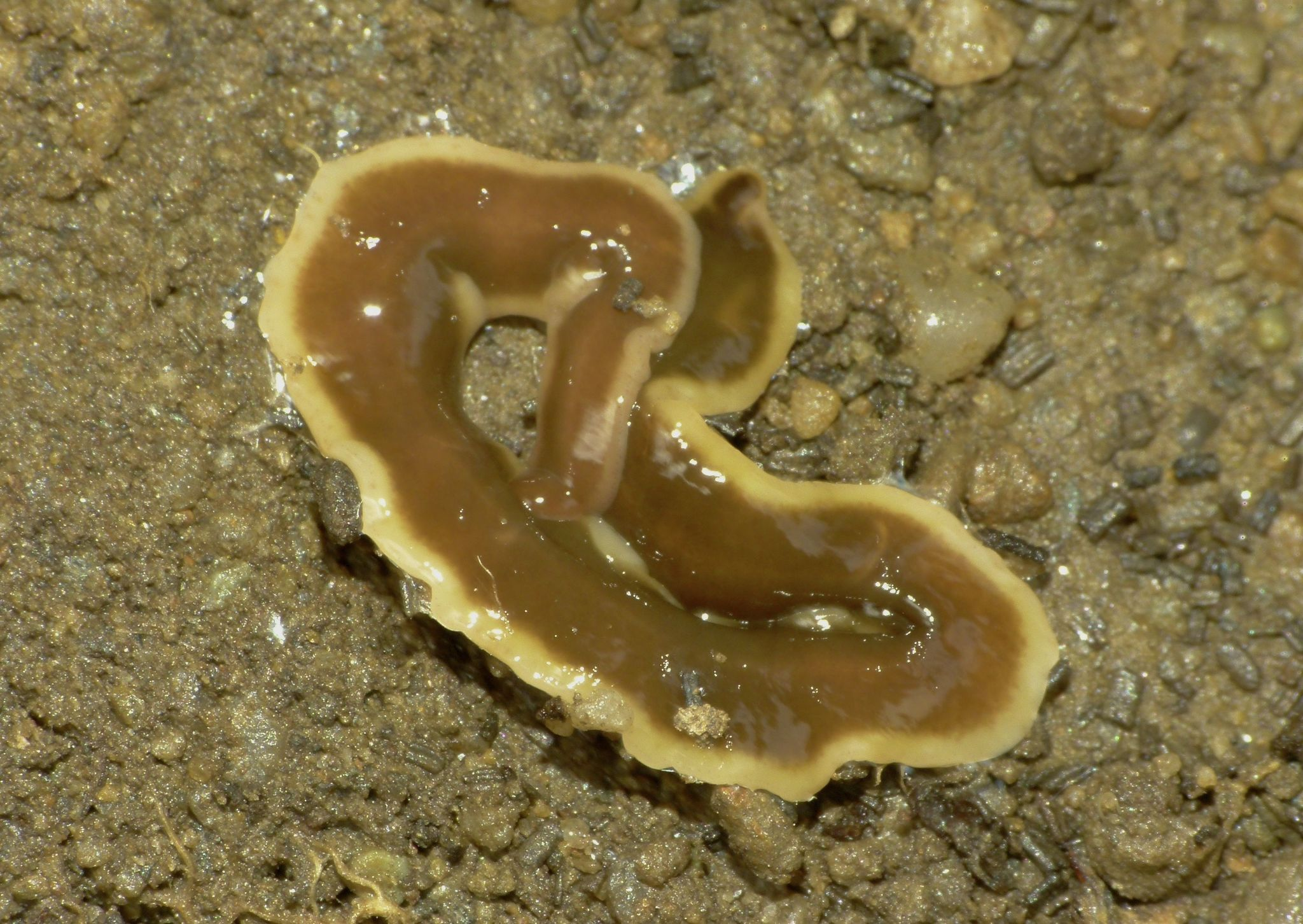
Arthurdendyus triangulatus, juvénile (Nouvelle Zélande)

Sa taille varie de 5 mm immédiatement après son éclosion à 170 mm pour les spécimens adultes. La couleur de la face ventrale est pâle, la face dorsale brun foncé. Les jeunes peuvent varier en couleur entre le blanc et l'orange pâle, leur couleur s'approchant de sa teinte définitive au fil de la croissance.
En journée, les vers peuvent être observés à la surface du sol, sous des objets en contact direct avec la terre. On peut aussi en trouver à une faible profondeur, lorsqu'ils chassent les vers de terre.

## Reproduction
L'adulte produit une capsule d'œufs d'environ 8 mm de long. Ces capsules sont brillantes, flexibles et de couleur rouge cerise les premiers jours, virant graduellement vers le noir en quelques jours. Après une période d'incubation de durée inconnue, plusieurs minuscules vers pâles sortent de la capsule. Les adultes ne produisent qu'une capsule à la fois, celle-ci étant nettement visible sur la partie dorsale.

## Espèce invasive

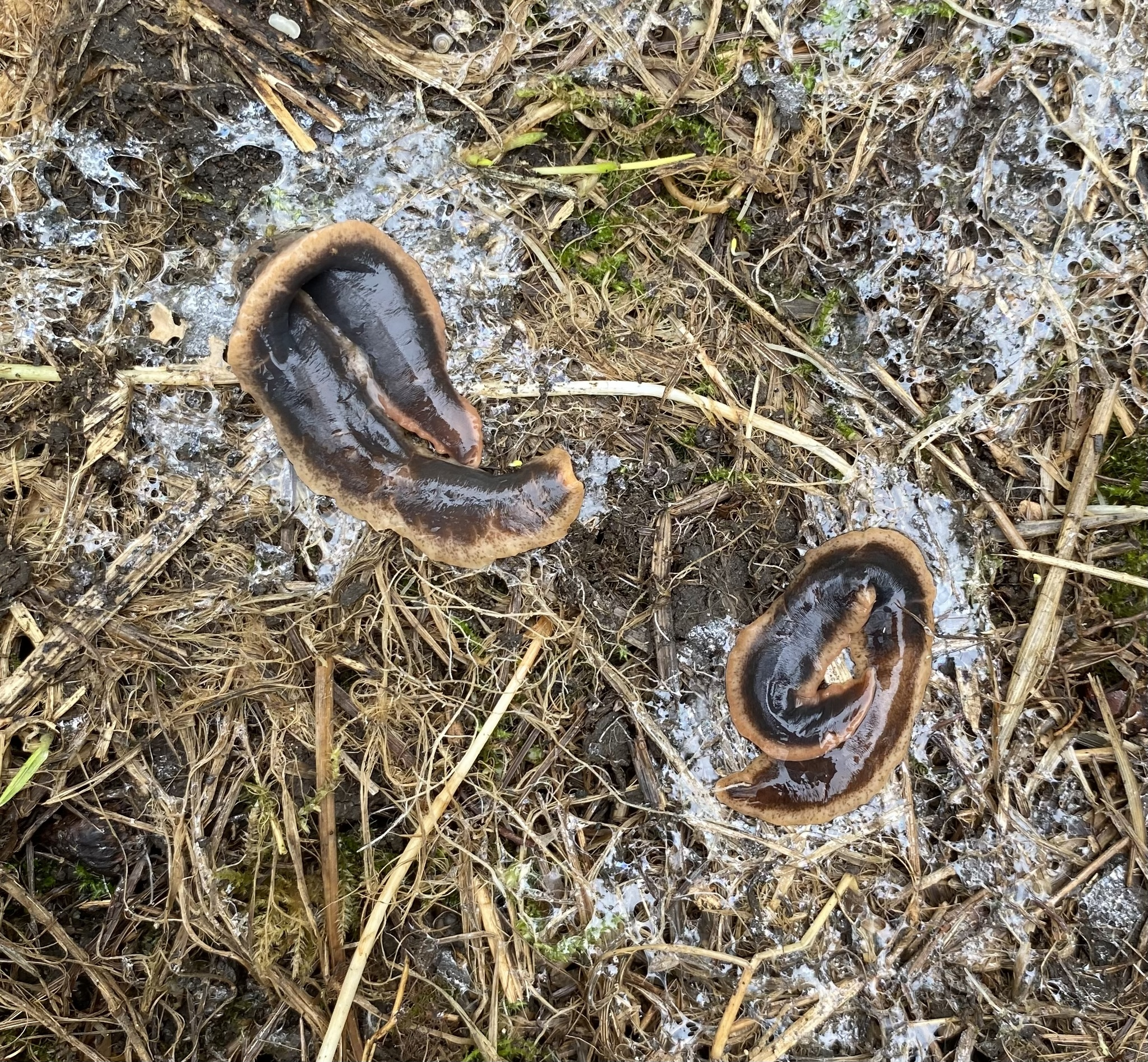
Arthurdendyus triangulatus (Glasgow, Écosse)

En Europe, ce ver plat de Nouvelle-Zélande est considéré comme une espèce envahissante exotique puisqu'il n'appartient pas à l'écosystème local et qu'il en perturbe la biodiversité. Il aurait pu être introduit en Europe au début des années 1960, probablement avec des chargements de plantes exotiques. Il a été signalé pour la première fois à Belfast en 1963.
Depuis 2019, cette espèce est inscrite dans la liste des espèces exotiques envahissantes préoccupantes pour l’Union européenne. Cela signifie notamment qu'elle ne peut pas être importée, élevée, transportée, commercialisée, ou libérée intentionnellement dans la nature, et ce nulle part dans l’Union européenne.
Il a déjà formé de nombreux noyaux de colonisation en Angleterre, en Écosse, en Irlande du Nord et même aux îles Féroé. Il est facilement et accidentellement transporté dans la terre de plantes en pot, à l'état adulte ou à l'état d'œuf, et il tend à devenir courant dans les jardins de dizaines ou centaines de localités.
Le biologiste anglais Brian Boag a suggéré en 1995 qu'il pourrait trouver des habitats favorables dans l'ouest de la Norvège, le sud de la Suède, le Danemark, l'Allemagne et quelques territoires du nord de la Pologne s'il y était introduit.
Les personnes qui observent ce ver (ou des vers plats similaires) en France sont invitées à le signaler au Muséum. Une espèce invasive de Geoplanidae - qui n'a pas encore été identifiée mais qui n'est pas cette espèce - a été découverte dans trois départements français pendant l'hiver 2012-2013 et un appel à témoignage a été lancé pour vérifier si elle n'a pas déjà colonisé d'autres territoires.

## Impacts agro-écologiques
Ce ver plat se nourrit presque exclusivement de vers de terre,,.
Il ajoute ses effets à ceux d'au moins deux autres espèces proches de vers plats néo-zélandais également connues pour manger des vers de terre, et également introduites au Royaume-Uni (pour seulement 3 espèces indigènes connues de vers plats terrestres en Angleterre, au moins 12 espèces exotiques de vers plats y ont été involontairement introduites dont six au moins mangent des vers de terre).
En réduisant drastiquement le nombre de vers de terre du sol, il entraîne une dégradation du processus d'humification et d'aération des sols.
Les prédateurs habituels des vers de terre européens semblent le délaisser ou ne pas le considérer comme une proie de premier choix bien que quelques prédateurs naturels aient occasionnellement été observés en train d'en manger (larves de coccinelle et certaines grenouilles).

## Caractérisation moléculaire
Le mitogénome du ver plat de Nouvelle-Zélande est long de 20 309 pb et contient des répétitions qui comprennent deux types de répétitions en tandem . Plus d’un quart du mitogénome est constitué d’ADN non codant. Le mitogénome présente un chevauchement de 32 pb entre les gènes ND4L et ND4, et le gène ND5 est terminé par la présence d′ARNt-Ser. Le gène cox2 est d'une longueur inhabituelle, avec une protéine codée par cox2 de 446 aa de longueur (contre environ seulement 250 aa chez d'autres Geoplanidae) ; cette caractéristique d'un cox2 très long se retrouve également chez d'autres membres de la sous-famille des Rhynchodeminae, à laquelle appartient A. triangulatus.
Le génome du ver plat de Nouvelle-Zélande comprend deux groupes d'ARNr paralogues (contrairement aux autres animaux qui n'en ont qu'un seul), une caractéristique unique que l'on retrouve uniquement chez les membres de la famille des Geoplanidae et quelques autres familles de vers plats .

## Systématique
Le nom valide complet avec auteur de ce taxon est Arthurdendyus triangulatus (Dendy, 1894) Jones & Gerard, 1999.
Ce taxon porte en français le nom vernaculaire ou normalisé suivant : Ver plat de Nouvelle Zélande.
Arthurdendyus triangulatus a pour synonymes :
- Artioposthia triangulata (Dendy, 1895)
- Geoplana triangulata Dendy, 1894

## Publication originale
(en) Arthur Dendy, « Notes on New Zealand Land Planarians Part II. », Transactions and Proceedings of the New Zealand Institute, vol. 28,‎ 1896, p. 210-214 (ISSN 1176-6158, lire en ligne, consulté le 23 février 2021).